# 京 (ミュージシャン)
京（きょう、1976年2月16日 - ）は、日本のロックミュージシャン、歌手、作詞家。DIR EN GREY、sukekiyo、Petit Brabanconのボーカリスト。京都府出身。血液型B型。

## 経歴
- 1993年から、月蝕、Viṣṇu、Masqueradeなどのバンドを経てLa:Sadie's結成。
- 1997年1月15日、大阪a.m.HALLのLIVEにてLa:Sadie's解散。
- 1997年2月、大阪にてDIR EN GREYを結成。
- 1999年1月20日、「アクロの丘」「残-ZAN-」「ゆらめき」のシングル3枚同時リリースでメジャーデビュー。
- 2000年3月20日、ファッションブランド「BA-TSU」とのコラボイベントをラフォーレ原宿にて開催。
- 2001年8月31日、詩集「自虐、斂葬腐乱シネマ」発行。また「第三帝國楽団」としてソロCDを付属。
- 2004年12月3日、詩集「前略、お元気ですか。最果ての地より名も無き君に愛をこめて…」発行。「腐乱シネマ帝國楽団」としてソロCDを付属。
- 2004年12月27日から31日、ギャラリーハセガワにて個展を開催。
- 2005年以降は、日本国内に留まらず海外での活動も活発化している。
- 2013年、ソロ活動としてのバンドsukekiyoを結成。
- 2021年、L'Arc〜en〜CielのyukihiroやMUCCのミヤらと共にPetit Brabanconを結成。

### 幼少期
パン屋を経営している家庭で育つ。家業が忙しかった故か、幼少期の写真などは残っておらず、幼児期の記憶もほとんどないという。
小学生の頃は、仮面ライダーやゲーム、映画、外で遊ぶことが好きな、どこにでもいるような一般的な子供だったというが、同時に妙に冷めている部分があり、色々な人と仲良くなる反面、どこのグループにも属することがなかったため、親戚や周りの人間から「ヘンコ（変な子）」と指摘されていたという。
中学生の頃から、世の中に対する不満や疑問を強く抱き始めた。この時期から段々と音楽に目覚めていき、BUCK-TICKやXといったバンドに熱中し、同時にバンドというものに興味を惹かれていった。音楽に興味をもったキッカケはBUCK-TICKであり、理由は「（メンバーの）髪型がアニメキャラのようだったから」とのこと。その後は友人の影響で更にそうした音楽を聴くようになり、特にテンポが速く激しい曲に共鳴していった。
始めはXのギタリストhideが好きで、hideモデルのギターを買ったがコードなどが押さえられずに挫折し、ベースにも挑戦したが同様に弾きこなすことができず、ドラムには興味が沸かず、好きなアーティストにはボーカルが多かったこともあり、自分が本当にやりたいことは自分自身を表現できるボーカルであると悟り、その道を選ぶ。
勉強もスポーツも不良も嫌いだったが、音楽だけは相当好きになり、ギターを初めて買った時には既に、バンド活動以外にやりたいことは何もないと考えており、これしかない、これ以外に自分は何も出来ない、そうでなかったら駄目な人間になってしまうという程に気持ちが強くなっていた。故に、高校も「行かない」と言い切り、周囲の人間に無理矢理受験させられたものの、ミュージシャン以外の道に進みたくなかったために書類等は白紙で提出し、進学することはなかった。以降はバンド活動のみの日々を送ることになる。

### 中学卒業後
中学卒業後はバイトやローディーをしながら生計を立てていた。また、卒業と同時に髪の毛をピンクに染めるなど、様相が激しくなっていった。
その後、中央市場でアルバイトをしていた時にALBATROSSというバンドに誘われローディーを始める。バンドはCDもリリースしツアーも行っていたので、仕組みや打ち上げの礼儀など良いことも悪いことも見つけることが出来て勉強になったことが多かったとのこと。一方では自身のバンドメンバーの募集もしていた。
その頃、雑誌で当時はまだそこまで知名度のなかった黒夢を知り、1992年12月5日、京都のロック天国に黒夢ライヴを見て衝撃を受け「自分の求めていたスタイルはこれだ」と感じ、以後大阪で4回ローディーを務める。
16歳の頃、イベントでローディー組によるバンドを組んだ時に初めてメイクをした。当時から色々と研究していたようで、様々なバンドのメイクを組み合わせた様なものだったという。この時から、自分がバンドやライヴに求めていたものへの確かな手応えを感じていった。また、バンド活動を続けていくことを両親から反対されていたが、「絶対に売れるから」と言い続けた。
17歳の時に地元京都で初めてバンド月蝕を結成し、1993年9月29日に初ライブを行う。当時のステージネームは「殀磨」（よま）。最初から曲はオリジナルだった。この時から既にメイクを施したライヴを行っており、同時にオムニバスCDへの参加やデモテープの配布などもしていた。結成9ヶ月で1994年4月11日に解散し、5月にViṣṇu（ヴィシュヌ）を結成。Viṣṇuの期間中、「殀磨」から現在の「京」に改名した。1995年5月24日にViṣṇuのベーシストが脱退し、Masquerade（マスカレード）を結成、7月に初LIVEを行う。主に大阪を中心に活動し、オリジナル楽曲を披露し、デモテープの配布等を行っていた。1995年10月に解散。
バンド解散後は、バンドの友人や知り合いのスタッフがいた関係で、18歳の時に京都から大阪に移住するようになる。大阪に移住後、廃人黒薔薇族というセッション・バンドを組む。このバンドで、後のDIR EN GREYのドラマーShinyaと出会う。また、新しいバンドを組むことになった京は尼崎LIVE SQUAREというライブハウスに掲示されていた白黒のライヴ告知のパンフレットを見て、それに写っていたギダリストのDieと連絡をとり、ギタリストに誘う。
このセッションバンドは後の「La:Sadie's」へと発展していく。廃人黒薔薇族解散後、京、メンバーだったKisaki、Shinyaの三人に、ギタリストDieと紫緒を加えた5人でLa:Sadie'sを結成する。

### La:Sadie's時代
この頃、尼崎に出没していた後のDIR EN GREYのリーダーとなる薫と大阪城ホール（XのLIVEが行われていた）で知り合う。後に薫はLa:Sadie'sに加入する(KAORU名義)。
京のライブパフォーマンスはこの頃から激しく異彩を放っていた、ドーランで髪を白く塗り、特攻服を着て木刀を持って客席で暴れたというエピソードがある。当時のインタビューでは自身のパフォーマンスについて「もっと自分の色を追求しつつ自分の毒を出していきたい。兎に角存在自体が毒ですから。」と発言している。
ツアーで訪れた長野県で対バン相手として出演していたToshiyaのライブパフォーマンスに惹かれる。
後の打ち上げでToshiyaに声を掛けられ、以来大阪に帰ってからも頻繁に連絡を取り合うようになる。当時のToshiyaについて京は「初めて見た時は髪の毛真っ青で何か暗そうなお兄さんがいるな…という第一印象だったが、ライブになったら全然違う。普段はボーッとしているけど（ライブになると）凄い動いててカッコいい。」と語っている。一方Toshiyaは「（バンドを観た時の）インパクトで言ったらやっぱり彼だったし、最初に声を掛けて来たのも彼だったし。そういう意味では俺にとって大きい存在ですね。」と語っている。
1997年1月15日にLa:Sadie'sは解散し、1997年2月、元メンバーにToshiyaを加えた5人でDIR EN GREYが結成されることとなる。

## 音楽性

### ボーカリストとして
表声（ミックスボイス含む）での音域は、E2-C6（3.5オクターブ弱）であり、インディーズ当時より1オクターブ以上も広がっている（ホイッスルボイスの最高音はG#7）(ROTTING ROOTの3:11付近)。一般成人男性の地声の平均声域はG2-G4（2オクターブ）程度であることから、比較すると、一般的な成人男性の平均値よりも、かなり幅広い声域を持つことが窺える。
様々な歌唱法を使用しており、非常に高い音域のファルセット、グロウルボイス、ガテラル、シャウト、スクリーム、ホイッスルボイスなどを多用する。
ヴォーカルスタイルについて京自身は、「ライブの雰囲気とか感情のうねりを意識して歌うタイプなのでピッチがどうとかは気にしていない。」と過去に語っており、ライヴにおいても即興性を重視し、アドリブで濁声のシャウトやスキャットを交えたり、観衆への煽り、1オクターブ上げによる歌唱などを盛んに行うため、音源そのままに歌うことはほとんどない。
ただし近年は、歌詞を即興で変えることをあまりせず音源のままの歌詞で歌うことが多い。これに関してはBURRN!のインタビューにおいて「ライブで音源と同じように歌う事にこだわりは無いが、中には“CD通り歌えない”とか“コイツ逃げてるな”とか言う人もいたし、そんなに言うならちゃんと歌える事を見せてやろうと思った」と述べていたこともあった。
ワイヤレスのマイクは使わずシールドのものを使用している。理由としては、パフォーマンスを行う際に、マイクを首に回せば一瞬にして両手でアクションがとれるということ、ワイヤレスでは放りそうで不安なこと等を過去に挙げている。
また、インタビューや会報を通じても彼がファンに対してメッセージを発することは稀であるが、扁桃炎による40℃の発熱で医師からドクターストップがかかっても「予定を作ってくれたファンに申し訳ない」とライヴを敢行したりするなど、かなりのファン想いとして知られている。

### 作詞傾向
DIR EN GREYの作詞はすべて京が行っている。
作詞のスタイルとしてはまず曲を聴きそこからイメージを広げながら作詞をしており、詞を書きためたりはしないという。
初期の頃は人工中絶や虐待、屍姦、快楽殺人などにまつわるエログロな表現、相反する悲恋や心中といったモチーフが多く見られた。アルバム『VULGAR』以降は、生と死、戦争、人間の心の闇やエゴイズム等、精神的な事象など以前よりも抽象的な題材を用いた歌詞を書くことが多い。
また、初期から一貫して悲観的で重く「痛み」や「悲しみ」を表現する歌詞を書いてきたが、それに関して京自身は「僕自身がヘヴィなことを考えている訳ではなく、世間一般にはソフトで受け入れやすいハッピーエンドな歌詞が多いが、実際の世の中にはヘヴィな事の方が多くあって、（日本の音楽シーンでは）そういうものを隠したがる傾向がある。そうした、本来なら誰もが持っているが、隠したがり誰も書かない様な事を表現する人間がいてもいい。普通の歌詞を書いていても新しいものは出来ないし、他のアーティストも既にやっている事。何より、（自分自身）そういうものに興味がない。」と語っている。
詞の主体は日本語だが、近年は英語のみを使用した歌詞も多々見られる。また、時には様々な専門用語を使用することもあり、「ドグマ」等の宗教用語、梵語、難解漢字、「ドグラ・マグラ」等の名詞単語等も使用している。「Schweinの椅子」でのドイツ語や「Deity」でのロシア語など、頻度は少ないがいわゆる第二外国語も見られる。
また京都出身であるためか、「寺町（太陽の碧）」「祇園坂（かすみ）」の様に、京都の地名が登場する曲がある。
独特な擬声語も使用する。例を挙げると「ガラガラキリガラ（逆上堪能ケロイドミルク）」「ザラリグラリ（DOZING GREEN）」等。また、近年ではあまり見られないが過去には様々な当て字も使用しており、「褻世羅怪良気良（ケセラケラケラ）（羅刹国）」「mad yet kool（麻薬）薔薇薔薇（バラバラ）（蜜と唾）」等が挙げられる。
上記のような作風のため、そのレパートリーには抽象的で難解な歌詞が多い。詞の内容に関しては「解釈は聞き手に任せる」というスタンスを取っている。曰く「読み終わった時に自分に問い掛けられるようなものになればなと。」「(歌詞を読み終わった後に)個人個人で何が残るか、ある意味そこは任せている。」「絵のように感じ取ってもらえたら分かってもらえるんじゃないかな。」と語っている。
近年雑誌のインタビューでは歌詞を「歌詩」と表記している。また、過去の歌詩を再解釈又はそのまた自身の詩集に組み込み出版したりと、重んじていることが窺える。
メジャー15枚目のシングル「かすみ」ではボーカルのクレジットは「I LOVE レゲエ パピオン」になっている。これを最後に以後「京」で統一される。

### 作曲傾向
DIR EN GREYでは他のメンバーと同様、作曲も行っている。
『VULGAR』以降の作品はメンバー共同のため、全ての作曲クレジットがバンド名に統一されたが、それ以前の単独作曲は『MISSA』収録の「「S」」、『鬼葬』収録の「The Domestic Fucker Family」、『six Ugly』収録の「HADES」などが挙げられる。
また『改-KAI-』収録の「【KR】cube −K.K. Vomit Mix−」、シングルc/w曲である「embryo　ウテウテブギウギ哀歌」(Dieとの共作)、「24個シリンダー 〜GRENADE LUNCH MIX〜16キップリミックス」（Shinyaとの共作）等のリミックスも手がけた。

### パフォーマンス

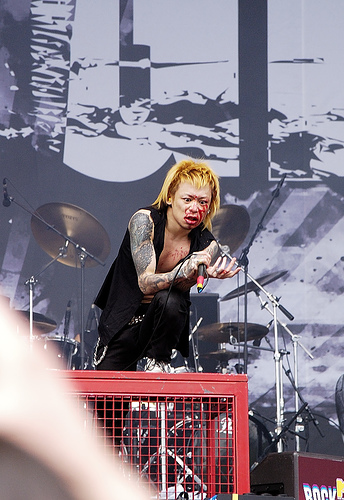
胸の傷つけ血を顔に塗る京（2006年）

MACABREツアー中、左耳の聴力を突発性難聴により失ってしまう。この事故以降、京のパフォーマンスは常軌を逸したものになっていく。この事情についてはライブドキュメンタリーDVD『TOUR 00>>01 MACABRE』に収録されている。
京はライブにおいて、歌の途中に吐血したり、身体を切り刻み出血させるなどといった過激な自傷パフォーマンスを行うことがある。そのため京の身体にはそういった行為で付いた傷痕が数多く残っている（吐血・出血については、難聴発生後から列島激震行脚中期までは、血糊を使用している。それ以降は、実際に自分の肌を傷付け血を流している。KEEN UNDER THE SUN-2009年頃までは頬を何度も殴りつけたり、爪で口内を引っ掻いたりして口内より血を流している）。2009年以降からは、そうしたパフォーマンスはほとんど行っていない。
2007年以降は、曲と曲の間に高音でのスキャットや、リバーブなど空間系のエフェクトを使用しお経のようなパフォーマンスを行っている。（DVDにはINWARD SCREAMとクレジットされ収録されている）
また現在、煽ることはあるものの、ライブでMCを行うことはあまりない。

### 受けた・与えた影響
歌番組を嫌っていた幼少期に唯一好きだったのは中森明菜と公言しており、初めて買った音源は「TATTOO」であった。ファンクラブイベントでは「二人静 -「天河伝説殺人事件」より」をカバーしたことがある。
かつて黒夢のローディーを経験した故か、インディーズで活動していた頃はファッションや化粧の仕方など、黒夢のボーカル清春の影響を受けていた。後に、その件について清春と誌面上で対談を果たした。だが、年々その兆しは減り、DIR EN GREYの携帯公式サイトではファンからの質問に対し「鬼葬リリース以降、誰からの影響も受けていない。」と答えている。また、清春の影響からかずっと着用していたJustin Davisのネックレスを着用しなくなり、ファンからの質問でJustinがもう嫌いと発言している。一方で、ヴィジュアル・シーンには、多くのフォロワーや、ファッションや歌唱面で京に影響を受けた、あるいはファンを公言するミュージシャンが存在する。そのことに関して京は、否定も肯定もしていない。
京は過去に、ライヴにおけるスタンディング・テーブルや公式グッズのTシャツで、「MAD STALIN」というロゴデザインを使用していた。このデザインは、日本のパンク・ロック・バンドTHE STALINが1982年に出演した映画「爆裂都市 BURST CITY」において名乗った架空のバンド名（役名）が由来していると考えられる。また、17歳の時に初めて結成したバンド月蝕はTHE STALINの影響を受けたパンクロック風だった。後述するソロ作品「自虐、斂葬腐乱シネマ」の「人体模型12インチナショナリテレビ」という曲中・詞においては、THE STALINと、その音楽作品「電動コケシ」が登場している。2010年12月1日には、トリビュートアルバム「ロマンチスト〜THE STALIN・遠藤ミチロウTribute Album〜」において（DIR EN GREYとして）THE STALINの楽曲「ワルシャワの幻想」をカバーしている。

## 人物
メンバーとのプライベートでの交流はほとんどなく、連絡先も知らない。京によれば「こうすることで生まれる緊張感が、より良いライブをつくり出すことにつながる」とのこと。
ライブでBA-TSUのネクタイをしていたのを、偶然同ブランドのデザイナーが発見し、それがきっかけでコラボ企画を行い、数度デザインを手がけている。2000年3月20日に行われた同ブランドのイベントでは、薫とのユニット「TWO MONSTROUS NUCLEAR STOCKPILES」として1曲入りデモテープ｢清水寺｣を配布した。後にバージョン違いで付属の詩「少年」と共に詩集「自虐、斂葬腐乱シネマ」に収録。

## ディスコグラフィー

### デモテープ
| 配布日        | タイトル | 収録曲                                        | 詳細                                                           |
| 2000年3月20日 | 清水寺   | 清水寺 （A面、B面ともに同曲が収録されている） | 薫とのユニット「TWO MONSTROUS NUCLEAR STOCKPILES」によるもの。 |

### 書籍
| 発売日        | タイトル                                                    | 出版社               | 詳細 | 品番/商品コード                            | 付属CD |
| 2001年8月31日 | 自虐、斂葬腐乱シネマ                                        | メディアファクトリー | 京、単独の詩集。 全26詩が掲載。 付属CDでは アレンジャーに坂本昌之 ギターに薫と結生（MERRY） シャウトにガラ（MERRY）を起用。 | ISBN 4-8401-0311-9                         | 第三帝國楽団 1. 304号室、舌と夜 2. スカポルトロノ「清水寺ポルノTYPE」 3. 人体模型12インチナショナリテレビ 4. 304号室、母と桜 |
| 2004年12月3日 | 前略、お元気ですか、 最果ての地より 名も無き君に愛をこめて… | メディアファクトリー | 京、単独の詩集。 全52詩が掲載。 B5特殊BOX仕様 対訳英詩冊子付属                                                              | ISBN 4-8401-1166-9                         | 腐乱シネマ帝國楽団 1. mama                                                                                                   |
| 2013年6月     | 失格                                                        | sun-krad             | 写真集 | PZ-0002                                    | |
| 2013年6月     | for the human race                                          | sun-krad             | 写真集 | PZ-0003                                    | |
| 2015年8月     | 「我葬の詩」上巻                                            | sun-krad             | 詩集 [封入特典]インタビューDVD                                                                                              | PZ-0049 PZ-0050（Deluxe Edition with DVD） | |
| 2016年4月     | 「我葬の詩」下巻                                            | sun-krad             | 詩集 [封入特典]オリジナル湯呑み                                                                                             | PZ-0112 PZ-0113（Deluxe Edition with湯呑） | |
| 2017年4月     | 阿吽の蟻                                                    | sun-krad             | 京 official mobile site『京 online』 会員のみ。                                                                             | PZ-0284                                    | |
| 2018年7月     | 失格弐                                                      | sun-krad             | 写真集、全172写真が掲載。                                                                                                   | PZ-0287（B4） PZ-0288（A6）                | |
| 2018年7月     | The Zemeckises                                              | sun-krad             | 絵本 | PZ-0289                                    | |
| 2020年4月     | 阿吽の蟻 弐                                                 | sun-krad             | 京 official mobile site『京 online』 会員のみ。                                                                             | PZ-0378                                    | |
| 2021年8月     | 失格参                                                      | sun-krad             | 写真集、合計180点以上の写真が掲載。                                                                                         | PZ-414                                     | |
| 2023年7月     | 阿吽の蟻 参                                                 | sun-krad             | 京 official mobile site『京 online』 会員のみ。                                                                             | PZ-437                                     | |
| 2025年2月     | 失格肆                                                      | FW                   | 写真集、合計150点以上の写真が掲載                                                                                           |                                            | |

### 参加作品
| 発売日        | アーティスト     | タイトル | 詳細                                         |
| 2011年4月20日 | 大佑と黒の隠者達 | 漆黒の光 | 11曲目「葬送」にボーカルとして参加している。 |